# Agkistrocerus
L'Agkistrocerus è un genere di mosca equina della famiglia dei Tabanidi. Ci sono almeno tre specie descritte di Agkistrocerus.

## Specie
Queste tre specie appartengono al genere Agkistrocerus:
- Agkistrocerus aurantiacus i c g
- Agkistrocerus finitimus (Stone, 1938) i c g b
- Agkistrocerus megerlei (Wiedemann, 1828) i c g b

Fonti: i = ITIS, c = Catalogue of Life, g = GBIF, b = Bugguide.net